# Box-office 2018 au Canada et aux États-Unis
Cet article traite du box-office de 2018 au Canada et aux États-Unis.

## Classement
| Rang | Titre                                                | Pays | Réalisateur                                     | Budget en USD | Recettes      | Week-End |
| ---- | ---------------------------------------------------- | ---- | ----------------------------------------------- | ------------- | ------------- | -------- |
| 1.   | Black Panther                                        |      | Ryan Coogler                                    | 200 000 000   | 700 059 566 $ | 25 (fin) |
| 2.   | Avengers: Infinity War                               |      | Anthony et Joe Russo                            | 321 000 000   | 678 815 482 $ | 20 (fin) |
| 3.   | Les Indestructibles 2                                |      | Brad Bird                                       | 200 000 000   | 608 581 744 $ | 26 (fin) |
| 4.   | Jurassic World: Fallen Kingdom                       |      | Juan Antonio Bayona                             | 170 000 000   | 416 769 345 $ | 15 (fin) |
| 5.   | Aquaman                                              |      | James Wan                                       | 160 000 000   | 335 061 807 $ | 15 (fin) |
| 6.   | Deadpool 2                                           |      | David Leitch                                    | 110 000 000   | 318 491 426 $ | 22 (fin) |
| 7.   | Le Grinch                                            |      | Yarrow Cheney et Scott Mosier                   | 75 000 000    | 270 620 950 $ | 14 (fin) |
| 8.   | Mission impossible : Fallout                         |      | Christopher McQuarrie                           | 178 000 000   | 220 159 104 $ | 12 (fin) |
| 9.   | Ant-Man et la Guêpe                                  |      | Peyton Reed                                     | 162 000 000   | 216 648 740 $ | 17 (fin) |
| 10.  | Bohemian Rhapsody                                    |      | Bryan Singer                                    | 52 000 000    | 216 428 042 $ | 25 (fin) |
| 11.  | A Star Is Born                                       |      | Bradley Cooper                                  | 36 000 000    | 215 288 866 $ | 26 (fin) |
| 12.  | Solo: A Star Wars Story                              |      | Ron Howard                                      | 250 000 000   | 213 767 512 $ | 13 (fin) |
| 13.  | Venom                                                |      | Ruben Fleischer                                 | 100 000 000   | 213 515 506 $ | 15 (fin) |
| 14.  | Ralph 2.0                                            |      | Rich Moore et Phil Johnston                     | 175 000 000   | 201 091 711 $ | 20 (fin) |
| 15.  | Spider-Man: New Generation                           |      | Peter Ramsey, Bob Persichetti et Rodney Rothman | 90 000 000    | 190 241 310 $ | 16 (fin) |
| 16.  | Sans un bruit                                        |      | John Krasinski                                  | 17 000 000    | 188 024 361 $ | 17 (fin) |
| 17.  | Crazy Rich Asians                                    |      | Jon Chu                                         | 30 000 000    | 174 532 921 $ | 21 (fin) |
| 18.  | Le Retour de Mary Poppins                            |      | Rob Marshall                                    | 130 000 000   | 171 958 438 $ | 16 (fin) |
| 19.  | Hôtel Transylvanie 3 : Des vacances monstrueuses     |      | Genndy Tartakovsky                              | 80 000 000    | 167 510 016 $ | 21 (fin) |
| 20.  | Les Animaux Fantastiques : Les Crimes de Grindelwald |      | David Yates                                     | 200 000 000   | 159 555 901 $ | 14 (fin) |
| 21.  | Halloween                                            |      | David Gordon Green                              | 10 000 000    | 159 342 015 $ | 11 (fin) |
| 22.  | En eaux troubles                                     |      | Jon Turteltaub                                  | 130 000 000   | 143 005 856 $ | 12 (fin) |
| 23.  | Ocean's 8                                            |      | Gary Ross                                       | 70 000 000    | 139 377 762 $ | 15 (fin) |
| 24.  | Ready Player One                                     |      | Steven Spielberg                                | 175 000 000   | 137 018 455 $ | 14 (fin) |
| 25.  | Bumblebee                                            |      | Travis Knight                                   | 135 000 000   | 127 195 589 $ | 11 (fin) |
| 26.  | Mamma Mia! Here We Go Again                          |      | Ol Parker                                       | 75 000 000    | 120 634 935 $ | 12 (fin) |
| 27.  | La Nonne                                             |      | Corin Hardy                                     | 22 000 000    | 117 450 119 $ | 11 (fin) |
| 28.  | Creed 2                                              |      | Steven Caple Jr.                                | 50 000 000    | 115 715 889 $ | 17 (fin) |
| 29.  | Pierre Lapin                                         |      | Will Gluck                                      | 50 000 000    | 115 253 424 $ | 18 (fin) |
| 30.  | La Mule                                              |      | Clint Eastwood                                  | 50 000 000    | 103 804 407 $ | 13 (fin) |
| 30.  | Equalizer 2                                          |      | Antoine Fuqua                                   | 62 000 000    | 102 084 362 $ | 9 (fin)  |
| 32.  | Rampage : Hors de contrôle                           |      | Brad Peyton                                     | 120 000 000   | 101 028 233 $ | 15 (fin) |
| 33.  | Un raccourci dans le temps                           |      | Ava DuVernay                                    | 100 000 000   | 100 478 608 $ | 17 (fin) |
| 34.  | Cinquante nuances plus claires                       |      | James Foley                                     | 55 000 000    | 100 407 760 $ | 8 (fin)  |

## Box-office par semaine
| #  | Date              | Film no 1                                            | Recettes      |
| -- | ----------------- | ---------------------------------------------------- | ------------- |
| 1  | 5 janvier 2018    | Jumanji : Bienvenue dans la jungle                   | 37 233 653 $  |
| 2  | 12 janvier 2018   | Jumanji : Bienvenue dans la jungle                   | 35 425 000 $  |
| 3  | 19 janvier 2018   | Jumanji : Bienvenue dans la jungle                   | 19 505 170 $  |
| 4  | 26 janvier 2018   | Le Labyrinthe : Le Remède mortel                     | 24 167 011 $  |
| 5  | 2 février 2018    | Jumanji : Bienvenue dans la jungle                   | 10 930 222 $  |
| 6  | 9 février 2018    | Cinquante nuances plus claires                       | 38 560 195 $  |
| 7  | 16 février 2018   | Black Panther                                        | 202 003 951 $ |
| 8  | 23 février 2017   | Black Panther                                        | 111 658 835 $ |
| 9  | 2 mars 2018       | Black Panther                                        | 66 306 935 $  |
| 10 | 9 mars 2018       | Black Panther                                        | 40 817 579 $  |
| 11 | 16 mars 2018      | Black Panther                                        | 26 650 690 $  |
| 12 | 23 mars 2018      | Pacific Rim Uprising                                 | 28 116 535 $  |
| 13 | 30 mars 2018      | Ready Player One                                     | 41 764 050 $  |
| 14 | 6 avril 2018      | Sans un bruit                                        | 50 203 562 $  |
| 15 | 13 avril 2018     | Rampage : Hors de contrôle                           | 35 753 093 $  |
| 16 | 20 avril 2018     | Sans un bruit                                        | 20 911 809 $  |
| 17 | 27 avril 2018     | Avengers: Infinity War                               | 257 698 183 $ |
| 18 | 4 mai 2018        | Avengers: Infinity War                               | 112 474 000 $ |
| 19 | 11 mai 2018       | Avengers: Infinity War                               | 61 817 000 $  |
| 20 | 18 mai 2018       | Deadpool 2                                           | 125 507 153 $ |
| 21 | 25 mai 2018       | Solo: A Star Wars Story                              | 84 420 489 $  |
| 22 | 1er juin 2018     | Solo: A Star Wars Story                              | 29 396 882 $  |
| 23 | 8 juin 2018       | Ocean's 8                                            | 41 607 378 $  |
| 24 | 15 juin 2018      | Les Indestructibles 2                                | 182 687 905 $ |
| 25 | 22 juin 2018      | Jurassic World: Fallen Kingdom                       | 148 024 610 $ |
| 26 | 29 juin 2018      | Jurassic World: Fallen Kingdom                       | 60 912 195 $  |
| 27 | 6 juillet 2018    | Ant-Man et la Guêpe                                  | 75 812 205 $  |
| 28 | 13 juillet 2018   | Hôtel Transylvanie 3 : Des vacances monstrueuses     | 44 076 225 $  |
| 29 | 20 juillet 2018   | Equalizer 2                                          | 36 011 640 $  |
| 30 | 27 juillet 2018   | Mission impossible : Fallout                         | 61 236 534 $  |
| 31 | 3 août 2018       | Mission impossible : Fallout                         | 35 323 815 $  |
| 32 | 10 août 2018      | En eaux troubles                                     | 45 402 195 $  |
| 33 | 17 août 2018      | Crazy Rich Asians                                    | 26 510 140 $  |
| 34 | 24 août 2018      | Crazy Rich Asians                                    | 24 808 202 $  |
| 35 | 31 août 2018      | Crazy Rich Asians                                    | 28 576 222 $  |
| 36 | 7 septembre 2018  | La Nonne                                             | 53 807 379 $  |
| 37 | 14 septembre 2018 | The Predator                                         | 24 632 284 $  |
| 38 | 21 septembre 2018 | La Prophétie de l'horloge                            | 26 608 020 $  |
| 39 | 28 septembre 2018 | Night School                                         | 27 257 615 $  |
| 40 | 5 octobre 2018    | Venom                                                | 80 255 756 $  |
| 41 | 12 octobre 2018   | Venom                                                | 35 006 107 $  |
| 42 | 19 octobre 2018   | Halloween                                            | 76 221 545 $  |
| 43 | 26 octobre 2018   | Halloween                                            | 31 419 070 $  |
| 44 | 2 novembre 2018   | Bohemian Rhapsody                                    | 51 061 119 $  |
| 45 | 9 novembre 2018   | Le Grinch                                            | 67 572 855 $  |
| 46 | 16 novembre 2018  | Les Animaux Fantastiques : Les Crimes de Grindelwald | 62 163 104 $  |
| 47 | 23 novembre 2018  | Ralph 2.0                                            | 56 237 634 $  |
| 48 | 30 novembre 2018  | Ralph 2.0                                            | 25 566 945 $  |
| 49 | 7 décembre 2018   | Ralph 2.0                                            | 16 253 831 $  |
| 50 | 14 décembre 2018  | Spider-Man: New Generation                           | 35 363 376 $  |
| 51 | 21 décembre 2018  | Aquaman                                              | 67 873 522 $  |
| 52 | 28 décembre 2018  | Aquaman                                              | 52 114 571 $  |